# Dans le même sang
 (avril 2018).
Si vous disposez d'ouvrages ou d'articles de référence ou si vous connaissez des sites web de qualité traitant du thème abordé ici, merci de compléter l'article en donnant les références utiles à sa vérifiabilité et en les liant à la section « Notes et références ».
Albums de Trust
Live Hellfest 2017
(2017) Fils de lutte
(2019)
Dans le même sang est le dixième album studio du groupe de hard rock français Trust, sorti le 30 mars 2018, soit près de dix ans après le précédent. 

## Présentation
L'album marque le retour de Trust en studio, après sa tournée Au Nom de la Rage Tour effectuée en 2017. La sortie de son précédent album studio, 13 à table, date, en effet, de septembre 2008, soit près de dix ans plus tôt. Particulièrement rock, Dans le même sang se veut un retour aux sources et une composition parfaitement à l'image du groupe. 
J'm'en Fous Pas Mal est la reprise d'une chanson d'Édith Piaf.

## Enregistrement
Produit par Mike Fraser, l'album a été enregistré en trois jours, à l'ancienne et dans les conditions du « live », dans la salle des fêtes de Saint-Ciers-sur-Gironde.  

## Liste des morceaux
| No  | Titre                                 | Durée |
| --- | ------------------------------------- | ----- |
| 1.  | Ni Dieu ni Maître                     | 3:54  |
| 2.  | Démocrassie                           | 7:20  |
| 3.  | Fils de pute, tête de liste           | 3:50  |
| 4.  | Déjà servi                            | 4:50  |
| 5.  | Le gouvernement comme il respire      | 4:13  |
| 6.  | J'm'en fous pas mal                   | 4:04  |
| 7.  | L'Exterminateur                       | 4:41  |
| 8.  | Christique                            | 6:33  |
| 9.  | Dans le même sang                     | 5:27  |
| 10. | Caliente                              | 3:30  |
| 11. | Demande à ton père, demande à ta mère | 6:00  |
| 12. | F-haine                               | 4:38  |
| 13. | Où sont passés les anges              | 5:25  |

## Formation
- Bernie Bonvoisin : chant
- Norbert Krief : guitare
- Ismalia Diop : guitare
- David Jacob : basse
- Christian Dupuy: batterie

## Sources
ITunes Store[source insuffisante]